# Burolo
Burolo és un comune (municipi) de la ciutat metropolitana de Torí, a la regió italiana del Piemont, situat a uns 50 quilòmetres al nord-est de Torí. A 1 de gener de 2019 la seva població era de 1.144 habitants.
Burolo limita amb els següents municipis: Chiaverano, Torrazzo, Bollengo, Ivrea i Cascinette d'Ivrea.